# Teofilakt (patriarcha Konstantynopola)
Teofilakt, gr. Θεοφύλακτος Λακαπηνός (ur. 917, zm. 27 lutego 956) – patriarcha Konstantynopola w latach 933–956.  

## Życiorys
Był synem cesarza Romana I. Patriarchą został 2 lutego 933 r. w wieku 16 lat. Jego konsekracji dokonali legaci papiescy, których cesarz sprowadził do Konstantynopola specjalnie w tym celu. Patriarcha był ślepym wykonawcą woli swego ojca. Prowadził świecki tryb życia. Jego zainteresowania i jego mentalność nie zmieniły się w ciągu dwudziestu trzech lat patriarchatu. 